# Сін Сон Рок
Сін Сон Рок (кор. 신성록, 申成祿, нар. 23 листопада 1982, Сеул, Республіка Корея) — південнокорейський актор.

## Біографія
Сін Сон Рок у шкільні роки мріяв стати баскетболістом, але отримавши травму змушений був відмовиться від мрії, натомість вирішив стати актором. Свою кар'єру він розпочав у 2003 році дебютувавши на телебаченні з невеликою роллю у телесеріалі. Але через високий зріст Сон Рока — 187 см, режисери знеохотою затверджували його навіть на другорядні ролі у серіалах. Розмірковуючи що йому не вистачає досвіду, Сон Рок вирішив приєднатись до однієї з театральних труп. Коли він вперше вийшов на сцену в залі було лише кілька десятків людей, це викликало відчуття розчарування у молодого актора але додало досвіду та зробило сильнішим та сміливішим актором. У наступні роки він так і не отримав жодної великої ролі у кіно чи на телебаченні, але як актор театру та мюзиклу він все більше отримував схвальних відгуків критиків та популярність у глядачів які щоб послухати його сильний і потужний баритон приїздили навіть з за кордону.
Після здобуття популярності як театральний актор він вирішив знов повернутись на телебачення. У 2010 році за другорядну роль у серіалі «Виразні сусіди» актор отримав свою першу нагороду. Підвищенню популярності Сон Рока як актора телебачення сприяли ролі у популярних серіалах «Мій коханий родом з зірки», «Закохані у Трот» та «Лице короля». Незважаючи на успіх на телебаченні актор все одно віддає перевагу мюзиклу та театральній сцені.

## Особисте життя
У червні 2016 року Сон Рок одружився зі звичайною не зірковою дівчиною, у листопаді того ж року у подружжя народилася дівчинка.

## Фільмографія

### Телевізійні серіали
| Рік  | Назва                                     | Роль           | Мережа |
| ---- | ----------------------------------------- | -------------- | ------ |
| 2003 | «Постріли по зірках»                      |                | SBS    |
| 2003 | «Проблема у будинку мого молодшого брата» |                | SBS    |
| 2006 | «Гієна»                                   | Лі Сок Чжин    | tvN    |
| 2007 | «Дякую»                                   | Чхве Сок Хьон  | MBC    |
| 2007 | «Я дуже особливий закоханий»              | Лі Чін Хо      | KBS2   |
| 2008 | «Мистецтво спокуси»                       | Хьон Су        | OCN    |
| 2008 | «Одна мати та три батька»                 | На Хван Кьонте | KBS2   |
| 2008 | «Мій золотий вік»                         | Ко Кьон У      | MBC    |
| 2010 | «Виразні сусіди»                          | Чан Гон Хий    | SBS    |
| 2013 | «Мій коханий родом з зірки»               | Лі Че Кьон     | SBS    |
| 2014 | «Закохані у Трот»                         | Чо Гин У       | KBS2   |
| 2014 | «Ігри брехунів»                           | Кан До Йон     | tvN    |
| 2014 | «Лице короля»                             | Кім До Чі      | KBS2   |
| 2016 | «На шляху до аеропорту»                   | Пак Чін Сок    | KBS2   |
| 2017 | «Чоловік що вмирає від життя»             | Кан Хо Рім     | MBC    |
| 2018 | «Повернення»                              | О Те Сок       | SBS    |
| 2018 | «Остання імператриця»                     | Лі Хьок        | SBS    |
| 2019 | «Парфум»                                  | Со Ї До        | KBS2   |
| 2019 | «Бродяга»                                 | Кі Тхе Вун     | SBS    |
| 2020 | «Кайрос»                                  | Кім Со Чжін    | MBC    |
| 2022 | «Лікар-адвокат»                           | Джейден Лі     | MBC    |

### Фільми
| Рік  | Назва                      | Роль                 |
| ---- | -------------------------- | -------------------- |
| 2005 | «Все за кохання»           | гравець у баскетбол  |
| 2007 | «Найгірший з усіх хлопець» | Квон Че Хун          |
| 2008 | «Шестирічне кохання»       | Лі Чін Сон           |
| 2010 | «Невинна кров»             | Дон Сік              |
| 2010 | «Знайти містера долю»      | капітан Чхве (камео) |
| 2011 | «Історія мого життя»       | Сон Рок              |
| 2011 | «Висока подача»            | Кан Де Хьон (камео)  |
| 2016 | «Секретний агент»          | Чо Хве Рьон          |
| 2017 | «В'язниця»                 | Чхан Гіль            |

## Нагороди
| Рік  | Нагорода                                   | Категорія                                                                          | Робота                           | Результат | Прим.  |
| ---- | ------------------------------------------ | ---------------------------------------------------------------------------------- | -------------------------------- | --------- | ------ |
| 2007 | 13-та Корейська музична премія             | Кращий новий актор                                                                 | «Танцюючі тіні»                  | Номінація |        |
| 2008 | Премія MBC драма                           | Кращий новий актор                                                                 | «Мій золотий вік»                | Номінація |        |
| 2010 | 18-та Премія SBS драма                     | Кращий актор другого плану у серіалі вихідного / буденного дня                     | «Виразні сусіди»                 | Перемога  |        |
| 2014 | 7-а Премія корейської драми                | Hot Star Award                                                                     | «Мій коханий родом з зірки»      | Перемога  | [ 8 ]  |
| 2014 | 3-тя Премія «Зірок МААТР»                  | Кращий актор другого плану                                                         | «Мій коханий родом з зірки»      | Номінація |        |
| 2014 | 22-га Премія корейської культури та розваг | Нагорода за майстерність (актор драми)                                             | «Мій коханий родом з зірки»      | Перемога  |        |
| 2014 | 22-га Премія SBS драма                     | Нагорода за майстерність (актор спеціальної драми)                                 | «Мій коханий родом з зірки»      | Перемога  | [ 9 ]  |
| 2014 | 28-ма Премія KBS драма                     | Кращий актор другого плану                                                         | «Закохані у Трот», «Лице короля» | Перемога  |        |
| 2017 | Премія MBC драма                           | Нагорода за майстерність (актор мінісеріалу)                                       | «Чоловік що вмирає від життя»    | Перемога  |        |
| 2018 | 26-та Премія SBS драма                     | Нагорода за високу майстерність (актор серіалу що транслювався у середу та четвер) | «Остання імператриця»            | Перемога  | [ 10 ] |
| 2018 | 26-та Премія SBS драма                     | Кращий персонаж                                                                    | «Повернення»                     | Перемога  | [ 10 ] |
| 2019 | 12-а Премія корейської драми               | Нагорода за майстерність (актор)                                                   | «Парфум»                         | Номінація | [ 11 ] |
| 2019 | 33-тя Премія KBS драма                     | Нагорода за майстерність (актор мінісеріалу)                                       | «Парфум»                         | Номінація |        |
| 2019 | 33-тя Премія KBS драма                     | Нагорода Netizen (актор)                                                           | «Парфум»                         | Номінація |        |
| 2019 | 33-тя Премія KBS драма                     | Краща пара (разом Ко Вон Хі)                                                       | «Парфум»                         | Номінація |        |
| 2019 | 27-ма Премія SBS драма                     | Нагорода за майстерність (актор мінісеріалу)                                       | «Бродяга»                        | Номінація |        |
| 2020 | Премія розваг SBS                          | Кращий конферансьє                                                                 | «Господар в домі»                | Перемога  | [ 12 ] |
| 2020 | Премія MBC драма                           | Нагорода за високу майстерність (актор понеділко-вівторкової драми)                | «Кайрос»                         | Перемога  | [ 13 ] |
| 2020 | Премія MBC драма                           | Краща пара (разом Лі Се Йон)                                                       | «Кайрос»                         | Номінація | [ 13 ] |
| 2022 | Премія MBC драма                           | Нагорода за майстерність (актор мінісеріалу)                                       | «Лікар-адвокат»                  | Номінація | [ 14 ] |